# Strigoplus bilobus
Strigoplus bilobus là một loài nhện trong họ Thomisidae.
Loài này thuộc chi Strigoplus. Strigoplus bilobus được Subhendu Sekhar Saha & Dinendra Raychaudhuri miêu tả năm 2004.